# Sistema electoral de Costa Rica
El sistema electoral de Costa Rica tiene algunas peculiaridades propias del país y que lo diferencian de otros sistemas electorales. Se fundamenta en la Constitución Política, el Código Electoral y (en lo que le compete) el Código Municipal para el establecimiento de su normativa jurídica. Las elecciones en Costa Rica son supervisadas por el Tribunal Supremo de Elecciones que tiene rango constitucional de cuarto poder del Estado, es decir, independiente del Ejecutivo, Legislativo y Judicial, algo que no es común en todos los países.
En Costa Rica todos los ciudadanos costarricenses tienen derecho a emitir el voto a partir de los 18 años o un año después de la naturalización en caso de ser extranjeros. El voto es secreto, universal y (al menos teóricamente) obligatorio, si bien esa obligatoriedad no se implementa en la práctica. El voto femenino se aprobó a partir de 1949 y la legislación actual obliga a que todos los cargos dentro de las estructuras partidarias y candidaturas sean divididos entre igual número de hombres y mujeres.
Debido a que todos los costarricenses tienen derecho a votar, el Tribunal Supremo de Elecciones coloca juntas receptoras de votos en todos y cada uno de los distritos del país, no importa que tan alejados estén, incluyendo la Isla del Coco, así como hogares de ancianos, territorios indígenas, centros penitenciarios y en las sedes diplomáticas del país fuera de sus fronteras.  También toma ciertas medidas para que las personas con discapacidad puedan votar como el voto asistido y medios de accesibilidad especiales.
Un total de 61.668 extranjeros nacionalizados están registrados para votar legalmente en las elecciones, de los cuales el 50.5% son nicaragüenses y el 13.1% colombianos. Asimismo unos 31.864 costarricense viviendo en el extranjero están registrados para emitir el voto desde la embajada o consulado respectivo, desde que se aprobó el voto en el extranjero en el año 2010.En Costa Rica, es importante que los partidos políticos lleguen a un acuerdo para elegir la presidencia de la Asamblea Legislativa porque esta figura tiene un papel fundamental en el funcionamiento del Congreso. Algunas de las razones clave son:
1. Gobernabilidad y estabilidad: Un consenso entre los partidos facilita un ambiente de colaboración y evita bloqueos en la toma de decisiones legislativas, lo cual es crucial para la estabilidad política del país.
2. Agenda legislativa: El presidente de la Asamblea tiene la responsabilidad de priorizar y dirigir el trabajo legislativo, incluyendo la agenda de proyectos de ley que se discuten. Un presidente respaldado por la mayoría de partidos puede garantizar que la agenda sea más inclusiva y representativa.
3. Evitar conflictos: La falta de acuerdos puede generar tensiones y polarización dentro de la Asamblea, lo que dificultaría la aprobación de leyes y podría paralizar la labor legislativa.
4. Representación de la pluralidad: En una Asamblea con múltiples partidos, lograr acuerdos refleja la capacidad de representar la diversidad política y social del país, lo cual es fundamental en una democracia como la de Costa Rica.
Por tanto, alcanzar un acuerdo entre partidos para elegir a la presidencia de la Asamblea es vital para asegurar el funcionamiento adecuado y eficiente de esta institución.

## Historia

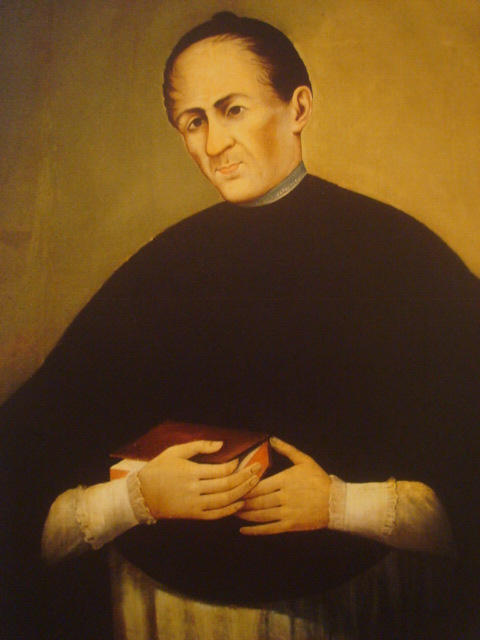
Florencio del Castillo, representó a Costa Rica en las Cortes de Cádiz tras ser electo en las primeras elecciones de la historia costarricense.

Las primeras elecciones se hicieron en Costa Rica cuando aún era una provincia de España, al implementarse la Constitución de Cádiz que establecía la elección de representantes políticos por medio de un sistema de consulta de juntas parroquiales, de partido y provinciales. En estas elecciones fue elegido diputado de Costa Rica ante las Cortes de Cádiz al presbítero Florencio del Castillo. 
A partir de la independencia en 1821 las distintas constituciones establecerían requisitos diferentes para ser ciudadano pleno y emitir el voto.
La esclavitud fue abolida así que las personas negras e indígenas podían votar, pero las mujeres lo harían hasta 1949. El Pacto de Concordia, primera constitución del país, estableció una ciudadanía amplía que aplicaba a casi toda la población. Pero el Primer y Segundo Estatutos Políticos del país incluyeron condiciones laborales para poder votar. Mientras que la Constitución de la República Federal de Centro América establecía para votar como requisito ser mayor de 18 años y casado.
La Ley Fundamental del Estado de Costa Rica de 1825, aun dentro de la Federación, creó un sistema electoral de tres grados, donde el primer grado era universal, pero dejó las decisiones definitivas en las clases propietarias. En 1840 se aplica el voto censitario, es decir, solo podían votar los costarricenses propietarios o que recibían una renta superior a 200 pesos anuales. En 1848 se añade otro requisito que es saber leer y escribir y la renta mínima se aumenta a 300.

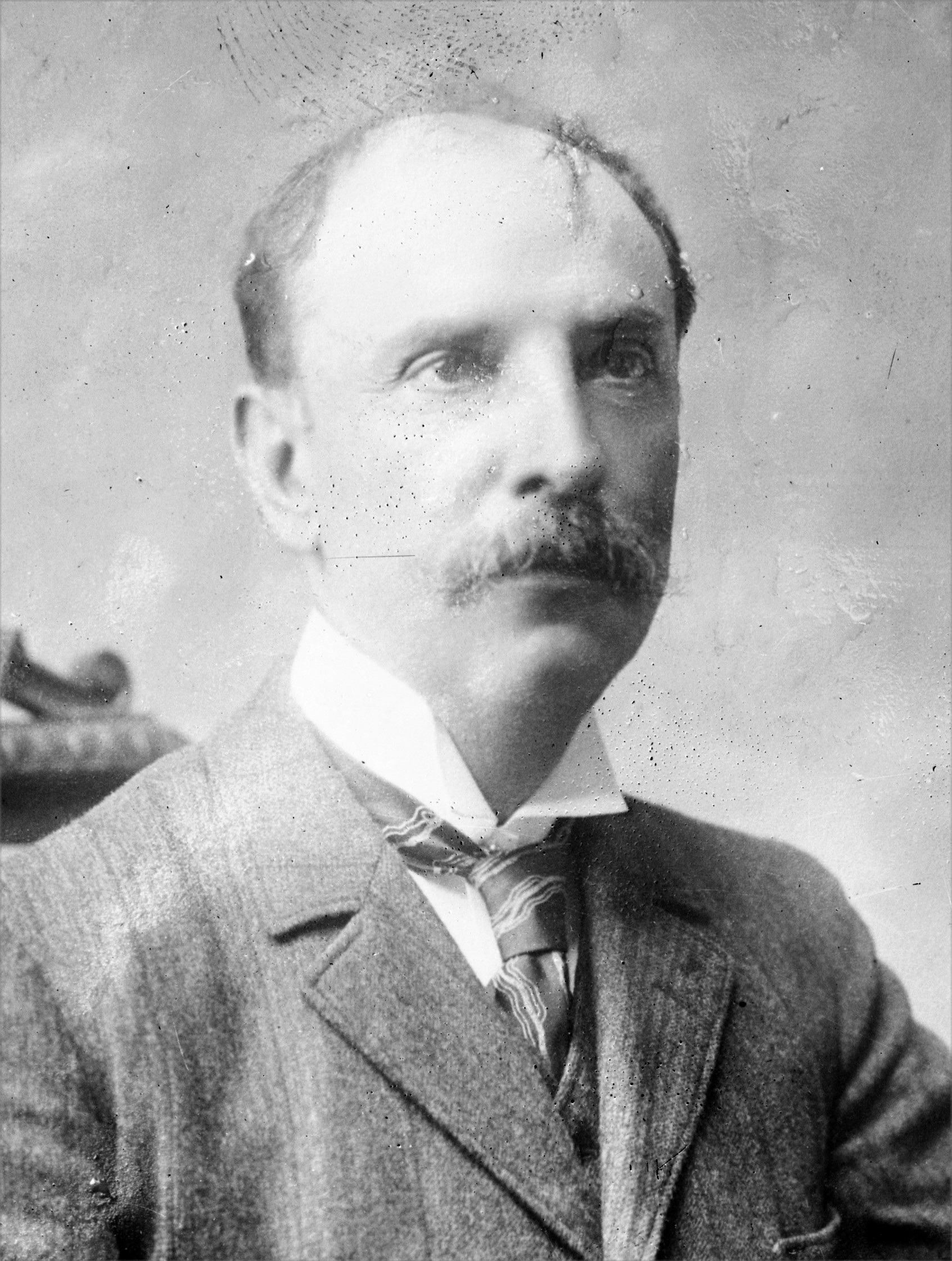
Ricardo Jiménez Oreamuno realizó importantes reformas electorales incluyendo el voto directo y secreto y la creación de un órgano electoral especializado

Así, de 1821 a 1840 existen Electores (que no son todos los ciudadanos, sino personas elegidas en votaciones abiertas que eligen al presidente y diputados), divididos en Electores de Parroquia, Electores de Partido y Electores de Provincia. A partir de 1840 se crea el Colegio Electoral y se reduce los Electores a de Barrio y de Departamento.
El voto directo se aplica por primera vez en 1844 de forma breve. Pronto sería restablecido del nuevo el voto indirecto con colegio electoral en 1847 con Electores Cantonales electos por cada distrito. La Constitución de 1848 limitaba el derecho a votar a los hombres mayores de 21 años, letrados y poseedores de una propiedad de al menos 300 pesos o una renta anual de al menos 150 pesos. La Constitución de 1859 aumenta la edad para votar a 25 años y reduce el precio de la propiedad a poseer a 200 pesos.
De 1859 a 1871 se crean Electores para las Asambleas Electorales que designan al Presidente, diputados y cargos municipales.
Los requisitos para ser elector usualmente eran superiores a los requisitos del ciudadano o votante común o de primer grado. De 1859 a 1871 el requisito para votar era tener 20 años o 18 años si se era casado o profesor, mientras que la edad para ser elector oscilaba de constitución en constitución entre los 21 y los 25 años. Asimismo tenían requisitos laborales y económicos mayores, como tener rentas o propiedades específicas, así por ejemplo los electores barriales debían tener unos 200 pesos en propiedades y 1000 para los electores departamentales. Otros requisitos eran estar alfabetizado, ser residente del área que se iba a representar y estar casado o ser profesional.
A partir de la Constitución de 1871 se establece como únicos requisitos ser mayor de 20 años o 18 si se era profesor y el único requisito económico era poseer un ingreso acorde con su condición social. Este requisito era tremendamente ambiguo así que permitía votar a casi toda la población y por lo general la limitación al voto se daba solo cuando se sospechaba que el votante era opositor. Debe apuntarse que en todos estos períodos históricos el voto era público. Los requisitos para ser elector de segundo grado eran más restrictivos; contar 21 años, letrados y poseer un ingreso anual de 150 pesos o al menos 500 pesos en propiedades. En 1895 se reformaría la Constitución para prohibir el uso de símbolos o llamamientos religiosos en las elecciones, lo que llevó a la extinción del partido Unión Católica. 
Las primeras elecciones en que se implementaría el voto universal directo fueron las de 1913 y las primeras en que se implementó el voto secreto fueron las de 1928. La cantidad de votos mínima para ganar en primera ronda era de 50% y, de no obtenerse el mínimo, correspondía al Congreso hacer la elección de entre los candidatos.

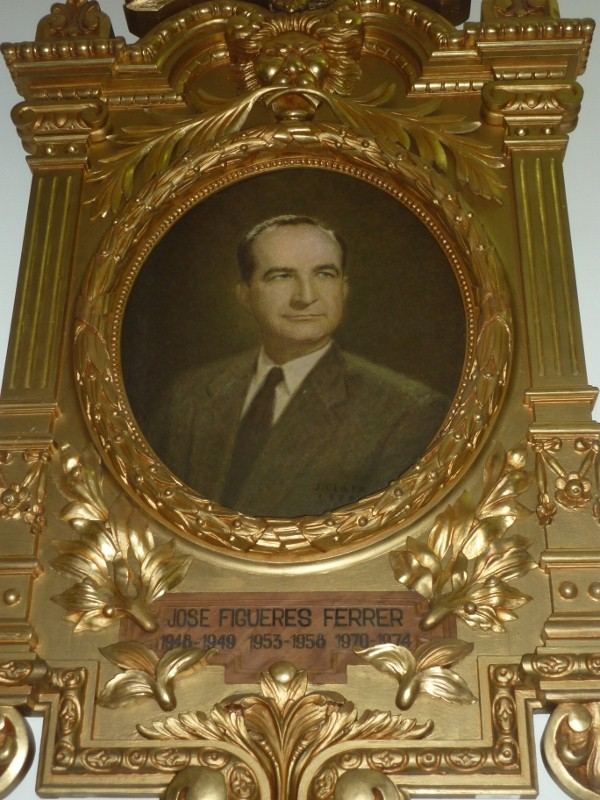
José Figueres Ferrer caudillo político que se levantó en armas por la defensa del sufragio, las reformas que se implementaron gracias a este levantamiento incluyeron el voto femenino y de las minorías étnicas.

En 1925 bajo la presidencia de Ricardo Jiménez Oreamuno se crea el Consejo Nacional de Electores cuya labor era supervisar el proceso electoral y que dependía del Poder Ejecutivo y se extienden por el Registro Cívico las primeras “cédulas electorales”.
Aun así, la dependencia del Jurado Electoral al Poder Ejecutivo se prestaba para manipulaciones políticas. Por ejemplo, durante el período del furibundo anticomunista León Cortés este presionó al Jurado para que anulara mesas que habían sido ganadas por el Partido Comunista. Las tensiones entre gobierno y oposición por la pureza del sufragio y las acusaciones de fraude electoral no fueron paleadas por la promulgación del primer Código Electoral en 1946 bajo la presidencia de Teodoro Picado. También se crea en ese año el Tribunal Nacional Electoral que, sin embargo, no era independiente y el Congreso tenía la última palabra en la declaratoria definitiva de los ganadores. 
La anulación que hizo el Congreso de los resultados de 1948 detonó la revolución del 48 liderada por José Figueres Ferrer usando la defensa del sufragio como uno de sus justificantes. Tras la guerra la Asamblea Nacional Constituyente de 1949 promulga una nueva constitución aún vigente, que crea el Tribunal Supremo de Elecciones como poder independiente y otorga el sufragio femenino. 
El 30 de julio de 1950 votan por primera vez en la historia las mujeres costarricenses; 348 mujeres de La Fortuna votaron en un plebiscito local. Pero la primera elección en que la totalidad de las mujeres pudieron votar y ser electas en Costa Rica fue para las elecciones presidenciales de 1953. A partir de 1955 y gracias a la Ley Curling se establece por primera ocasión en Costa Rica el derecho de los extranjeros a votar en el país, previa naturalización, lo que además permitió a un importante número de minorías étnicas como chinos y negros, votar por primera vez. En 1971 se reduce la edad para votar de 21 a 18 años. En 1998 se realiza una reforma, esta vez al Código Municipal, que crea los cargos de alcalde y vicealcaldes y los hace de elección popular, al igual que vuelve de elección popular a los síndicos y concejales de distrito (previamente solo los regidores eran de elección popular y estos designaban al alcalde y los síndicos).
En 1996 una reforma al Código Electoral obliga a los partidos a tener al menos 40% de los puestos de la estructura partidaria y candidaturas en mujeres. Si bien algunos partidos como Acción Ciudadana implementaban por estatuto el 50%.
En 2009 se realizan varias reformas importantes al Código Electoral y Municipal. Se unifican las elecciones municipales a medio período, pues previamente los regidores se elegían al mismo tiempo que diputados y presidente y los demás cargos municipales un año después, se eleva el porcentaje de representación femenina obligatoria de 40% como mínimo a 50% y se instaura el voto en el extranjero.

## Características del voto
El voto costarricense es universal, lo que quiere decir que todo ciudadano costarricense mayor de 18 años o naturalizado (12 meses después de haber obtenido la carta respectiva) puede votar con el único requisito de presentar su cédula de identidad ante la Junta Receptora. La única situación en donde a un costarricense se le impediría ejercer el voto es si adquiere la mayoría de edad o la nacionalidad una vez que el padrón electoral está definido y no puede ser variado, lo cual sucede doce meses antes de las elecciones. Existe, sin embargo, la posibilidad de perder el derecho a votar por delitos muy específicos como traición a la patria, pero ya que nadie ha sido condenado por traición desde que existe la Constitución de 1949 nunca se ha aplicado y no existen registros de que alguien alguna vez haya perdido el derecho a votar por alguno de los pocos casos donde está estipulado así. La legislación si establece que es prohibido ingresar a la junta de votación bajo los efectos del alcohol o las drogas o armado.

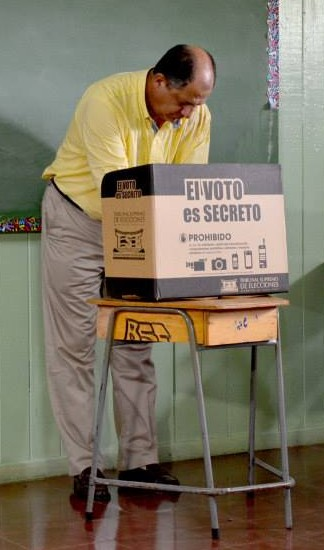
Luis Guillermo Solís emitiendo el voto

El voto es además secreto. Está prohibido, por ejemplo, llevar teléfonos celulares, cámaras u objetos de grabación o fotografía a la urna de votación para así impedir el que se grabe la forma en que se vota. Si un voto se hace público se anula. Existe, no obstante, excepciones a esta norma particularmente cuando se trata de personas con discapacidad que son incapaces de ejercer el voto por razones físicas. Acá se da la posibilidad de que sea semipúblico o asistido; la persona puede ingresar acompañada a la urna, o bien totalmente público en cuyo caso indica a la mesa receptora por quien desea votar.
El voto es directo, es decir, todos los votos sufragados se cuentan para la elección directa de las autoridades políticas, sin mediación de votaciones de segundo grado o similares. 
El voto en Costa Rica también es obligatorio, como lo establece el artículo 93 de la Constitución:

ARTÍCULO 93.- El sufragio es función cívica primordial y obligatoria y se ejerce ante las Juntas Electorales en votación directa y secreta, por los ciudadanos inscritos en el Registro Civil.

No obstante en la práctica no se sanciona su no emisión y de hecho el abstencionismo es relativamente alto, normalmente oscilando en el 30%.
El empadronamiento es automático, es decir, basta con ser ciudadano costarricense para quedar empadronado por defecto. En cuanto una persona recibe su cédula de identidad sea por alcanzar la mayoría de edad o un año después de la naturalización, el Registro Civil que depende del TSE inscribe a la persona en el padrón.
Aunque el empadronamiento es automático, a la persona se le designará su centro de votación según la dirección de residencia que dé a la hora de obtener la cédula. Por tanto, si cambia de residencia, sale del país o es condenada a prisión, deberá cambiar su domicilio electoral para poder votar.

## Generalidades
El sistema electoral costarricense es una variante del sistema proporcional en donde a los candidatos a diputados y regidores se les elige de listas cerradas por cociente, subcociente y residuo. Aquellos partidos con más del 50% de los votos se les distribuyen los primeros escaños de forma proporcional a los porcentajes recibidos. Los restantes escaños se distribuyen según los votos obtenidos de subcociente y residuo.

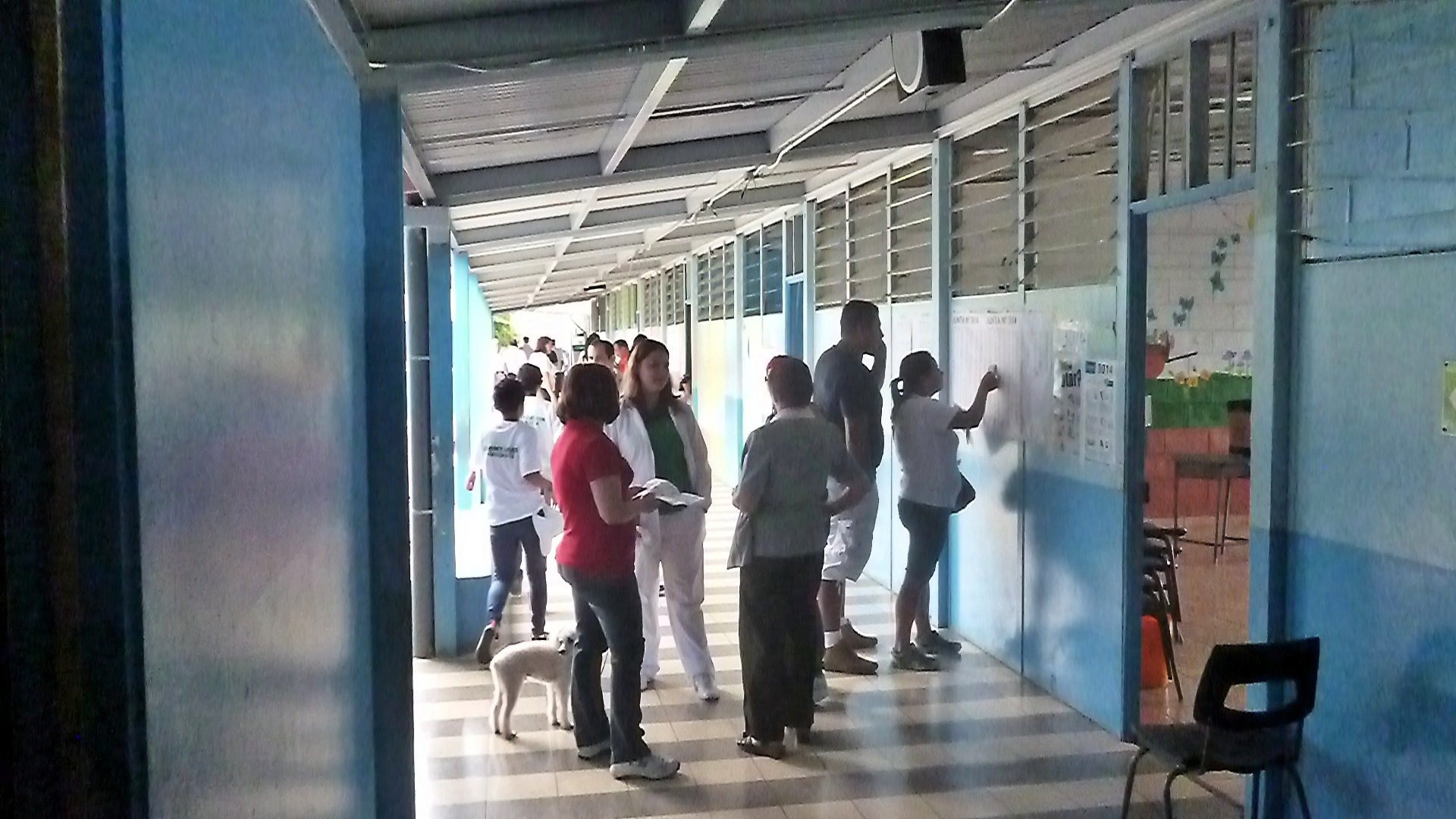
Votantes revisando el padrón electoral

Para el presidente y vicepresidentes se utiliza el sistema de voto por mayoría absoluta, gana el candidato que obtenga al menos el 40% de los votos válidamente emitidos, de no ser así se convoca dos meses después a una segunda ronda electoral entre los dos candidatos más votados. Esto ha sucedido cuatro veces; en las elecciones de 2002, en las elecciones de 2014. y en las elecciones de 2018 y en las elecciones de 2022.
Para alcaldes no existen segundas rondas ni porcentajes mínimos para ganar, aplicando en esos casos el sistema de escrutinio mayoritario uninominal ya que basta con que un candidato a alcalde obtenga incluso un voto más que su más inmediato contendor para ganar.
Cada junta de votación recibe 500 empadronados, habiendo tantas juntas como sean necesarias por distrito. Abren a las 6:00 a. m. y cierran a las 6:00 p. m. el día de las elecciones.  El padrón cuenta con una fotografía que es la misma de la cédula de identidad y debe ser firmado por el elector salvo que por razones de salud o discapacidad sea incapaz de hacerlo. La cédula debe estar vigente con menos de doce meses de vencer antes de la elección.

## El Aparato Electoral

### Tribunal Supremo de Elecciones
El Tribunal Supremo de Elecciones es la máxima autoridad en materia electoral del país y no cabe apelación a sus decisiones en temas electorales. Aun cuando la Corte Suprema de Justicia si tiene protestad para regular al TSE en temas de constitucionalidad como lo ha hecho, por ejemplo, estableciendo que la realización de un referéndum por las uniones de hecho de parejas del mismo sexo que el TSE había dado curso era inconstitucional.
El TSE tiene como principales funciones supervisar las elecciones, cerciorarse del cumplimiento de las leyes electorales, responder a las demandas de nulidad, servir de árbitro para garantizar la igualdad de los actores y la pureza del sufragio, convocar formalmente a elecciones declarando iniciadas y terminadas las campañas, anunciar los resultados y declarar los ganadores.
Está conformado por tres magistrados cuyo número asciende a cinco en época electoral, y de entre los cuales se elige al presidente del TSE. Los magistrados son electos por el Poder Judicial.

### Dirección del Registro Civil
Debajo del TSE se encuentra la Dirección de Registro Civil cuyo titular es nombrado por los magistrados. El Registro Civil es la instancia que empadrona a los electores, establece el número de mesas por distrito electoral y acredita los fiscales de cada partido político.

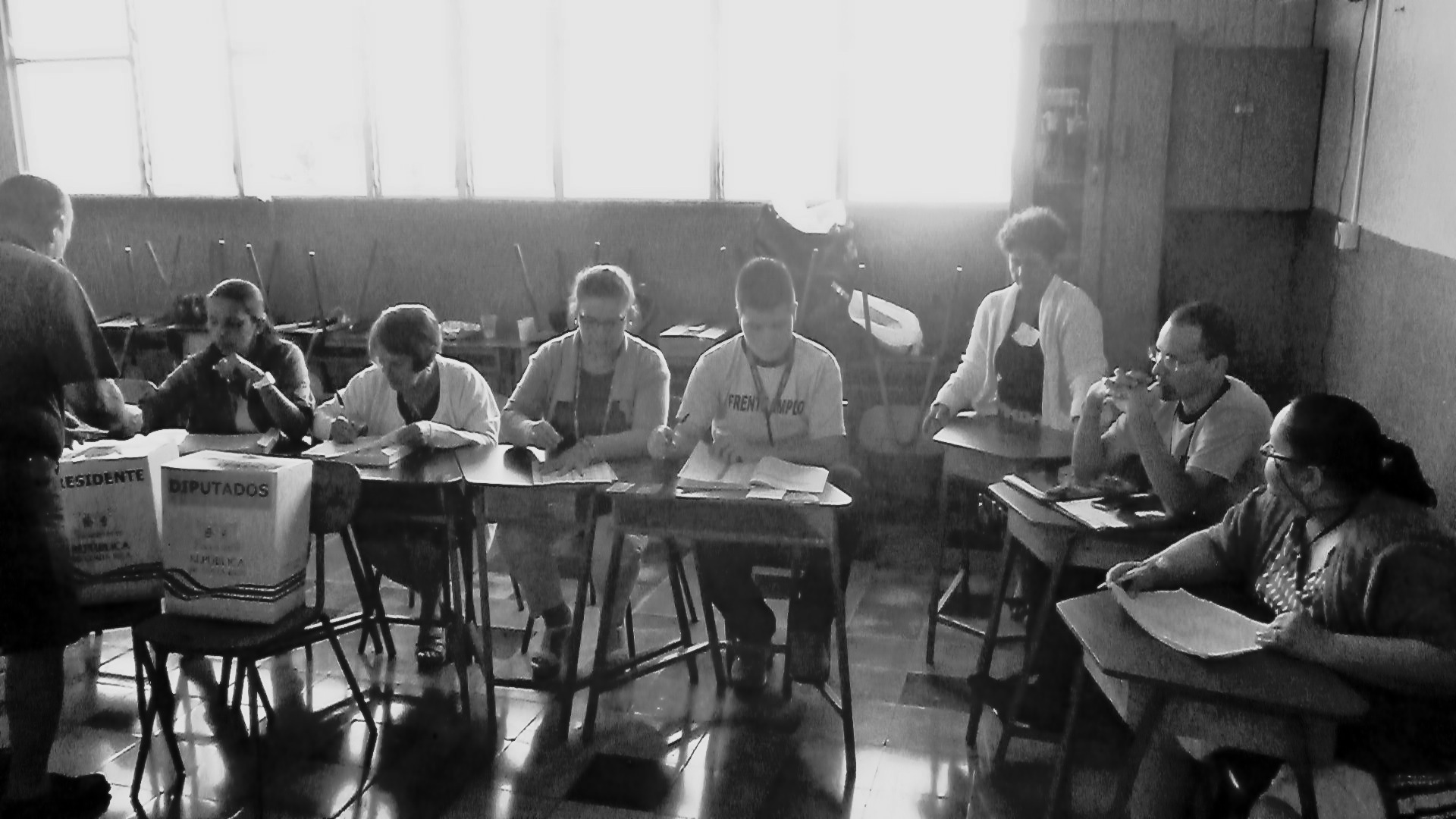
Junta receptora de votos con miembros de mesa y fiscales

### Dirección General del Registro Electoral y de Financiamiento de Partidos Políticos
Esta instancia supervisa la conformación de los partidos políticos y su registro legal. Remite delegados supervisores a las asambleas partidarias, lleva control sobre las contribuciones privadas y del Estado a los partidos políticos, emite en primera instancia las resoluciones sobre conformación y renovación de partidos, coaliciones, candidaturas, etc., y coordina la impresión de las papeletas.

### Instituto de Formación y Estudios de la Democracia
Está encargado de la capacitación y formación cívica para la ciudadanía en general, los partidos políticos y los auxiliares electorales.

### Junta Cantonal Electoral
Las Juntas Cantonales se conforman en cada cantón del país por personas propuestas por los partidos políticos inscritos y su labor consiste en organizar el proceso electoral y asistir en la distribución del material electoral.

### Juntas Receptoras de Votos
Están conformadas por miembros de mesa designados por los partidos políticos y el TSE debidamente juramentados. Sus funciones son manejar el material electoral y cerciorarse de que esté completo y en buenas condiciones, recibir a los votantes y entregarles las papeletas y realizar el conteo de votos.
Miembros de mesa
Son designados por los partidos políticos y juramentados por el TSE. Su labor es manejar el material electoral, incluyendo las papeletas las cuales firman. El TSE asigna al azar el presidente y secretario de la mesa y hay un miembro propietario y uno suplente por cada partido. Aunque son propuestos por partidos políticos y por ende militantes de los mismos, una vez juramentados pasan a ser funcionarios electorales y deben guardar neutralidad.
Una vez juramentado el miembro de mesa tiene obligación legal de asistir a cumplir sus labores o puede ser sancionado penalmente u obligado a asistir a la fuerza por la policía. Aplica igualmente si hay segunda ronda aunque su partido no participe de la misma.
Fiscales Generales
Los fiscales son designados por los partidos políticos y tienen como función supervisar el escrutinio. No pueden tocar el material electoral, pero pueden establecer observaciones e incidencias en las actas de escrutinio y se les da una copia de los resultados consignados en el acta. A diferencia de los miembros de mesa no están asignados a una mesa específica, por lo que pueden estar durante el conteo en cualquier mesa pero no puede haber más de un fiscal del mismo partido por mesa. Estos no tienen que ser juramentados por el TSE y basta su acreditación por el partido que se registra ante el Registro Civil. No deben guardar neutralidad a diferencia de los miembros de mesa y pueden estar identificados con colores políticos.
Fiscales de mesa
Similares a los fiscales generales pero por cada mesa. Su figura cayó en desuso cuando el abstencionismo aumentó y se le dificultó a los partidos políticos conseguir miembros de mesa, mucho menos fiscales, cuyas labores podían ser llenadas de todas formas por fiscales generales.
Auxiliares electorales

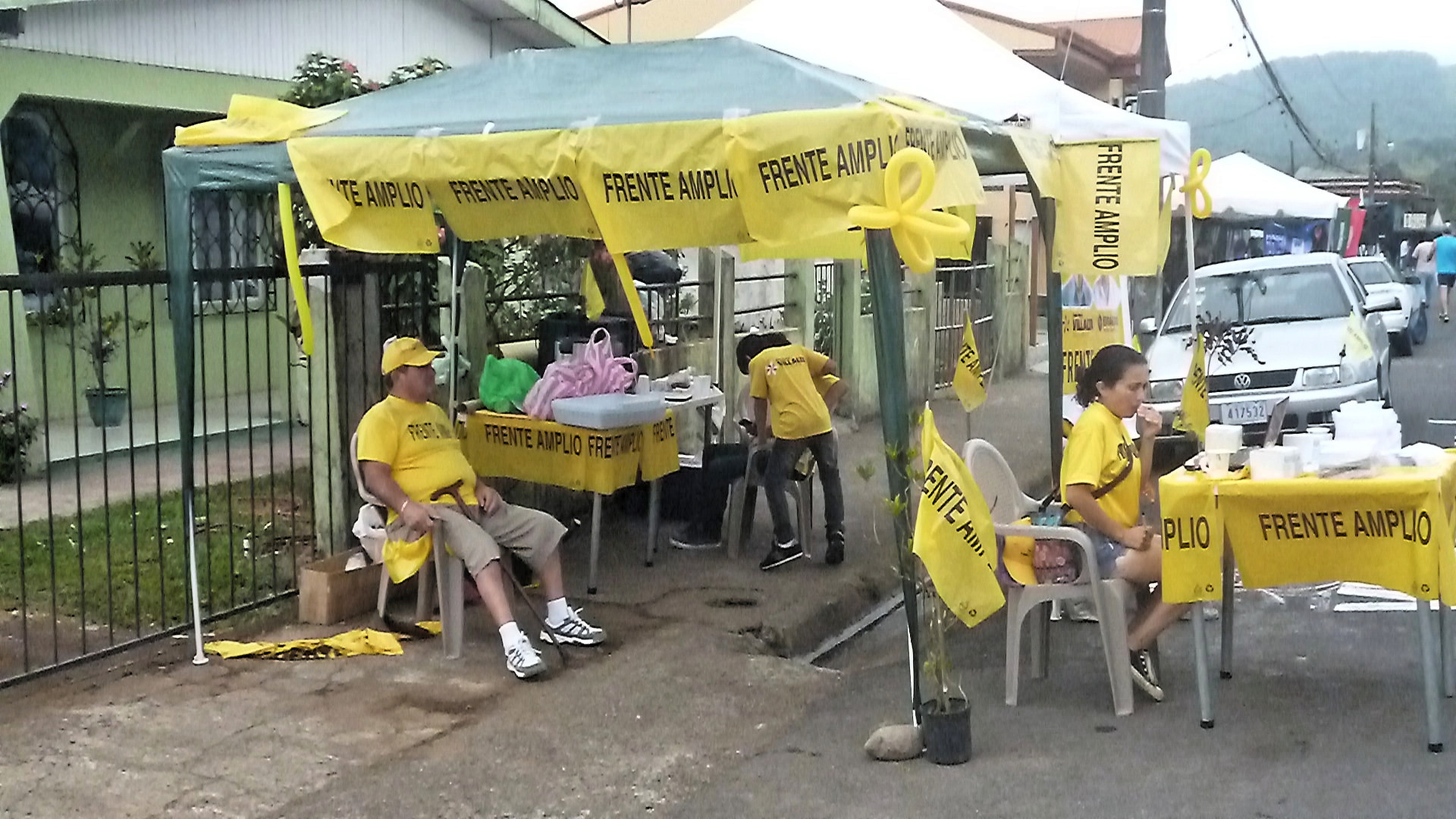
Stand del Partido Frente Amplio con guías electorales de distintas edades

Figura creada por el TSE a partir del 2009, ante las dificultades que tuvieron los partidos para llenar los cargos de miembros de mesa por la desalineación partidaria que sobrevino desde el 2000. Son funcionarios pagados por el TSE y apolíticos que manejan el material electoral asesorando a los miembros de mesa o supliendo sus labores de no haberlos.
Observadores
Hay observadores nacionales propuestos por organizaciones de la sociedad civil y observadores internacionales usualmente de entes como la Organización de Estados Americanos o de países vecinos que supervisan las elecciones.
Guías electorales
Usualmente personas jóvenes, adolescentes y niños que colaboran llevando a las personas a sus centros de votación, en particular adultos mayores y personas con discapacidad. Son electos por los partidos políticos y es común que sea espacio de participación de militantes que aún no tienen edad para participar de otra manera o hijos menores de militantes. 
Cuerpo Nacional de Delegados
Voluntarios juramentados ante el TSE que colaboran en el proceso electoral.
Encargados del Centro de Votación
Usualmente personal docente o administrativo que asiste durante el día de las elecciones al TSE ya que todas las juntas receptoras, salvo excepciones muy particulares, se ubican en escuelas públicas o colegios.

## Lugares de votación

### Distritos electorales
El país se encuentra dividido en distritos electorales. Los distritos electorales no siempre coinciden con los distritos políticos, pero lo más usual es que así sea. Las juntas de votación se instalan en las escuelas públicas de cada distrito, ya que normalmente hay al menos una escuela por distrito. En regiones muy alejadas el TSE instala juntas receptoras especiales como las de la Isla del Coco (que está deshabitada pero se instala para el voto de los guardaparques) y los territorios indígenas.

### Centros penitenciarios
Ya que los privados de libertad no pierden su derecho a votar indistintamente de la condena por la que hayan sido convictos, así como aquellos que están en prisión preventiva, el TSE instala centros de votación en todas las cárceles del país. 

### Voto en el extranjero
Desde 2014 se implementó el voto en el extranjero. Los costarricenses viviendo fuera de Costa Rica pueden votar en las embajadas y consulados respectivos si se empadronan con antelación suficiente. Los votos en el extranjero se cuentan como votos separados de los distritos electorales del país ya que solo son válidos para presidente. 
Los costarricenses fuera del país solo pueden votar para la papeleta presidencial y en el caso de haber referéndums nacionales. No pueden votar para diputados (que son provinciales) ni para cargos municipales ante el precepto de que dichos cargos son locales.

### Voto de extranjeros
Los extranjeros naturalizados pueden votar doce meses después de recibir la nacionalidad costarricense. También pueden ser electos, aunque para esto existen ciertas limitaciones; para ser presidente o vicepresidente es requisito ser costarricense de nacimiento y para ser diputado tener diez años de ser ciudadano.

## Puestos de elección popular

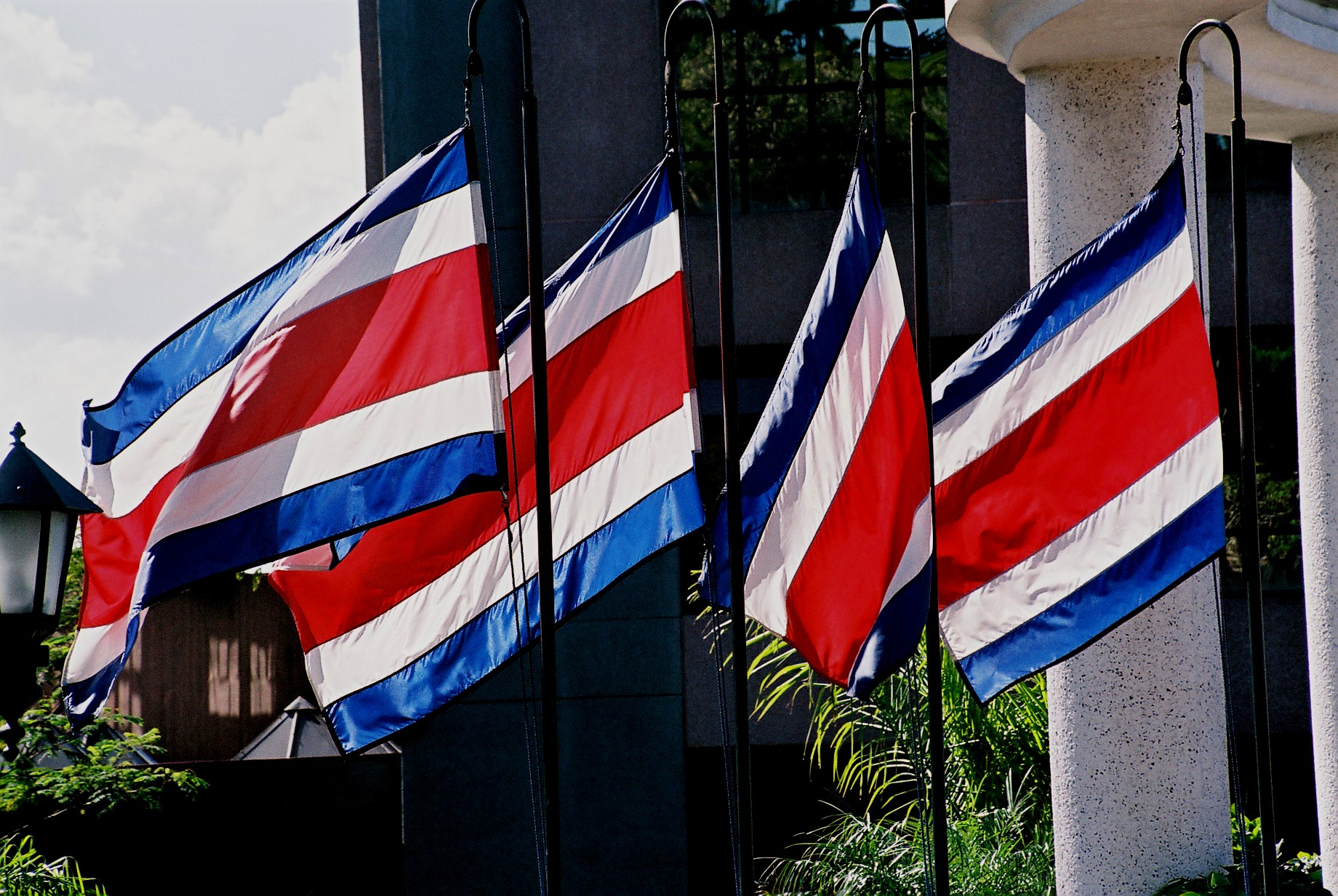
Banderas de Costa Rica, frente a la Plaza de la Libertad Electoral del Tribunal Supremo de Elecciones.

En Costa Rica se somete a elección popular los siguientes cargos:
- El presidente y los dos vicepresidentes de la República, en una misma papeleta.
- Los 57 diputados de la Asamblea Legislativa de Costa Rica, según representación proporcional a cada provincia.
- Los alcaldes de cada cantón, así como un vicealcalde y un tercer cargo de alcalde suplente o segundo vicealcalde.
- Los síndicos propietarios y los concejales propietarios y sus suplentes en cada uno de los distritos del país quienes conforman los Concejos de Distrito.
- Los regidores que conforman los Concejos Municipales de los 84 municipios, propietarios y suplentes. Su número varía según la población del cantón que gobiernan de 5 a 11.
- Los intendentes de distritos muy alejados o islas, ocho en total.
- De convocar una Asamblea Nacional Constituyente, los diputados que la integren.

### Prohibiciones de beligerancia política
La Constitución y el Código Electoral establecen que ciertos funcionarios tienen prohibición de beligerancia política salvo emitir el voto, esto es, que no pueden militar activamente en un partido político, dar la adhesión a ningún candidato u opción política, expresar abiertamente sus preferencias electorales o ser candidatos a cargos de elección popular, pero pueden ejercer el voto, estos son:

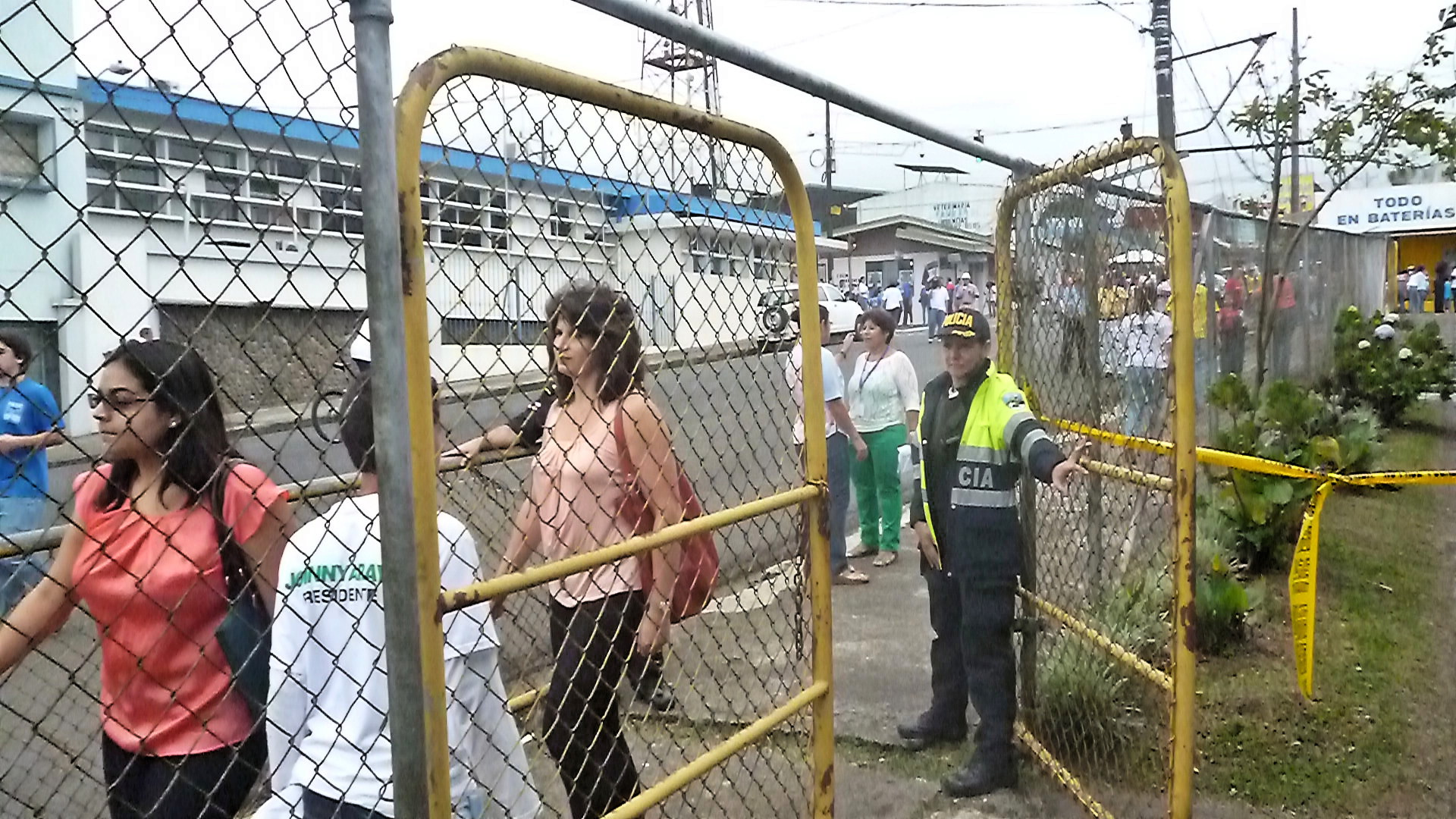
Oficial de policía custodiando un centro de votación

- El presidente, los vicepresidentes y los ministros.[nota 1]
- Los magistrados de la Corte Suprema de Justicia y del Tribunal Supremo de Elecciones
- Todos los funcionarios del Poder Judicial y Electoral
- Los oficiales de policía
- Los militares en ejercicio[nota 2]

Las personas que tengan prohibición de beligerancia política debido a su cargo que deseen ser candidatos a cargos de elección popular deberán renunciar un año antes de la elección a participar.
Diputados y cargos municipales (alcaldes, regidores, síndicos, intendentes y concejales) no tienen prohibición de beligerancia política y pueden militar en partidos políticos, expresar sus preferencias libremente y ser candidatos a cargos de elección popular con la única excepción de los diputados en cuanto a la reelección consecutiva (la cual sí se permite a los municipales).

### Derechos y limitantes para ser candidato
El derecho a elegir y ser electo son universales en Costa Rica, sin embargo el derecho a ser electo se encuentra limitado por varias restricciones legales.
- Para ser electo presidente de la República y vicepresidente se debe ser costarricense de nacimiento, mayor de 30 años y pertenecer al estado seglar (no ser sacerdote católico).
- Para ser electo diputado se requiere ser mayor de 21 años y más de diez años de nacionalizado en el caso de los extranjeros.
- Para ser electo a un cargo municipal se debe tener residencia en el cantón o distrito que se desea representar al menos dos años antes de las elecciones. Estos cargos no tienen restricciones de edad.
- Los juzgados del Poder Judicial, el TSE y la Contraloría General de la República pueden condenar a una persona prohibiéndole ejercer cargos públicos por una cantidad determinada de años, lo que le imposibilitaría ser candidato durante el lapso de la condena (aunque no le impediría votar o participar en partidos políticos). Esto normalmente se aplica en delitos contra el erario público. Electores a las afueras de un centro de votación en las elecciones de 2010.

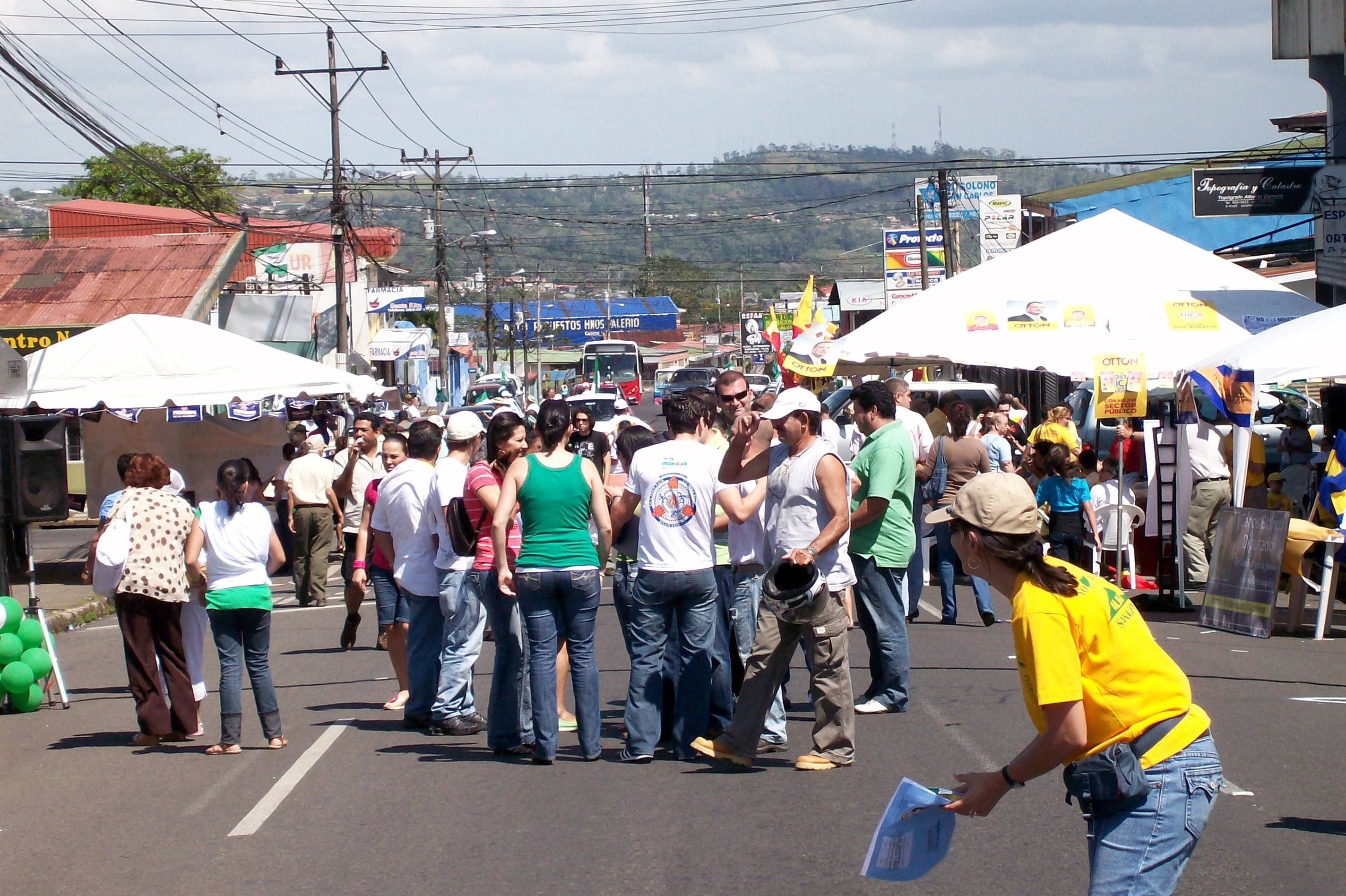
Electores a las afueras de un centro de votación en las elecciones de 2010.

- Los sacerdotes católicos tienen prohibido por la Constitución ser candidatos presidenciales o ministros del Estado, pero pueden ser candidatos a diputados o munícipes aunque normalmente renuncian a sus investiduras sacerdotales para serlo más por razones de derecho canónico. Los sacerdotes de otras religiones no tienen prohibición alguna.

Además de estas elecciones cabe destacar que la legislación costarricense no admite las candidaturas independientes, todo costarricense que desee ser candidato a un puesto de elección popular debe ser postulado por un partido político legalmente constituido. Este tema ha sido polémico y se ha hablado de reformarlo, pero no hay proyectos de reforma formales en sede legislativa. 
No existen restricciones de tipo económico o académico. Cualquier persona puede ser candidato sin importar el grado de escolaridad o el estatus económico. Algunas personas que han llegado a ejercer cargos públicos no han tenido estudios formales.

## Los partidos políticos

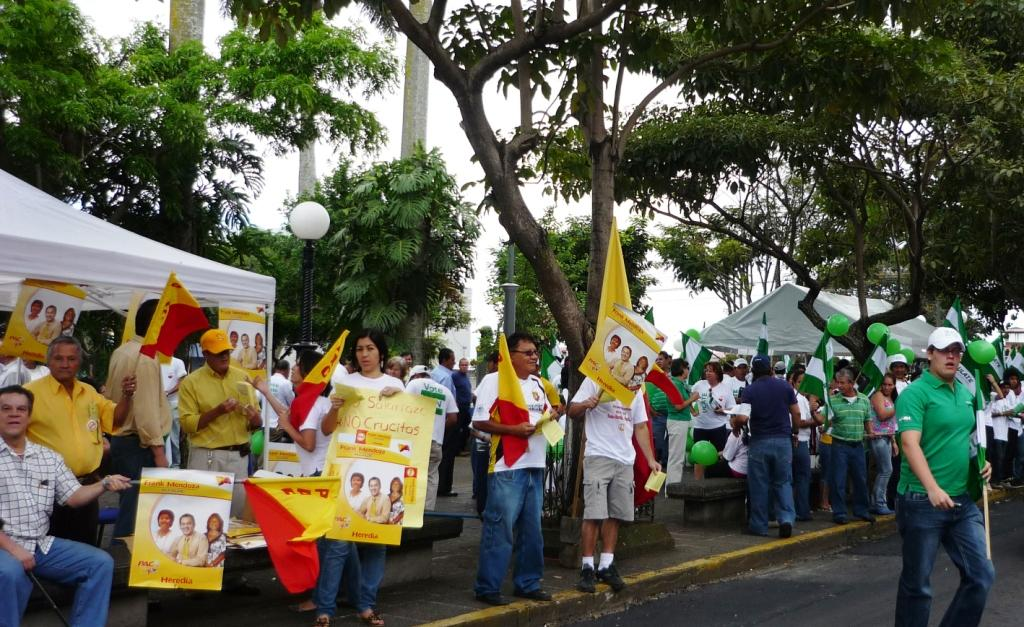
Simpatizantes de partidos políticos costarricenses con banderas y colores alusivos

Para ser candidato a cualquier cargo de elección popular se requiere ser nominado por un partido político. Los partidos políticos se inscriben ante el Registro Civil que depende del TSE. Los costarricenses votan en listas cerradas, es decir, listas predefinidas por las Asambleas Nacionales de los partidos políticos (en el caso de diputados) o las Asambleas Cantonales (en el caso de los munícipes). Entre más votos reciba un partido más miembros de su lista de candidatos obtendrán representación, pero el elector no puede votar individualmente por los candidatos de la lista sino solo por la lista globalmente. Esto es así en las listas parlamentarias y para regidores, síndicos y concejales de distrito, solo se vota directamente por la papeleta de presidente y vicepresidentes y por la de alcaldes y vicealcaldes. 

### Requisitos para crear un partido político
Los requisitos para conformar un partido político son:
- Juntar 3000 firmas de ciudadanos empadronados.
- Realizar una Asamblea Fundacional con al menos cien personas. En caso de ser un partido provincial las cien personas deberán estar inscritos en la provincia, en el caso de ser un partido cantonal la asamblea podrá ser de cincuenta personas todas electoras inscritas en el cantón.
- Definir estatutos, nombre, siglas y divisa (bandera), que no pueden coincidir con los de otro ya inscrito.
- Realizar las asambleas distritales (al menos una vez) en cada distrito del país, provincia o cantón según la escala del partido, que escogerán delegados a las asambleas cantonales que a su vez lo harán a las provinciales y estas a la Asamblea Nacional. Los partidos de escala provincial o cantonal se detendrán en la Asamblea de su escala respectiva.

Los estatutos deberán comprender la estructura mínima que requiere el TSE para constituirse en partido político y que están definidas en el Código Electoral, esta es:
- Asambleas Distritales (opcionales), Cantonales, Provinciales y la Asamblea Nacional que es la máxima autoridad del partido. Su estructura básica debe tener al menos diez representantes por cada provincia, aunque puede tener más. Algunos partidos añaden representaciones a sus asambleas, por ejemplo en el Partido Liberación Nacional representantes de sectores sociales pueden elegir delegados y en el Partido Acción Ciudadana hay representantes de Juventud.[24]
- Comités Ejecutivos Distritales, Cantonales, Provinciales y Nacional. Estos comités estarán conformados por un Presidente, Vicepresidente, Secretario, Subsecretario, Tesorero, Subtesorero y Fiscal. Los partidos pueden omitir los comités y asambleas distritales y partir de lo cantonal, pero usualmente los partidos más grandes lo mantienen.
- Tribunal de Elecciones Internas, de Ética y Tribunal de Alzada.

Naturalmente los partidos cantonales y provinciales solo deben tener comités y asambleas según su escala, pero deben tener los mismos tribunales.
La estructura antes mencionada es la mínima, los partidos pueden determinar instancias adicionales. Por ejemplo, los cinco partidos principales (PAC, PLN, FA, PRN y PUSC) tienen todos una Juventud, aunque esto no es obligatorio, otros tienen grupos femeninos o de minorías étnicas, o definidos en sus estatutos instancias como los Congresos Ideológicos. Algunos, sin embargo, como el PASE optan por una estructura mínima cumpliendo casi exclusivamente con los requisitos del Tribunal.

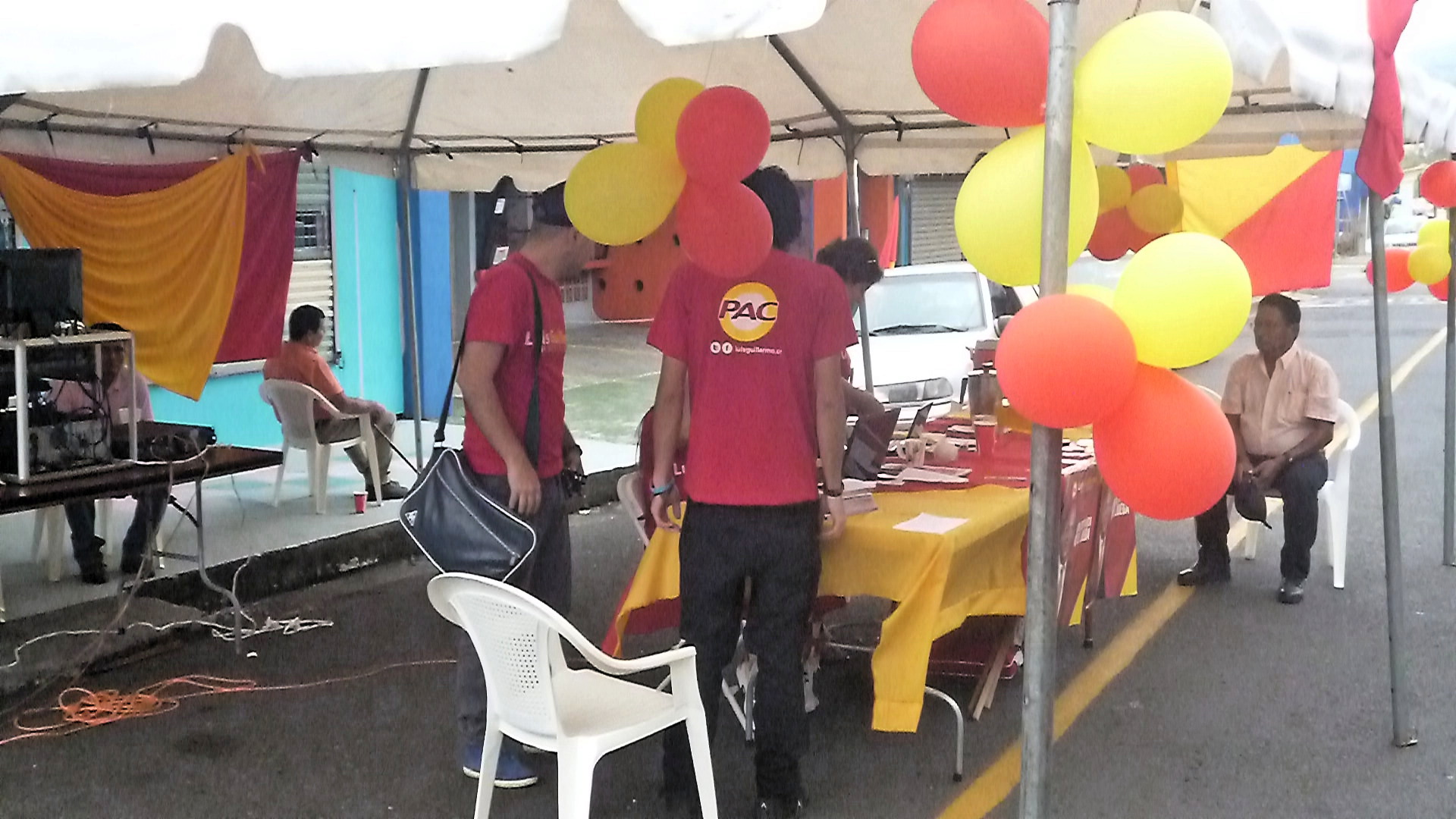
Stand del Partido Acción Ciudadana en las elecciones de 2014

### Convenciones Nacionales
Las convenciones nacionales de los partidos políticos son el equivalente en otros países a las elecciones primarias. No son obligatorias y de hecho pocos partidos las realizan. De acuerdo con jurisprudencia del TSE en ellas solo pueden votar partidarios aunque la definición de cómo esto se designa queda a criterio de los partidos. En la mayoría basta con firmar la adhesión en el momento de emitir el voto. Las normas que aplican al voto son las mismas que aplican a los partidos políticos en sus elecciones internas, es decir, son votos universales (salvo porque son restringidas a los miembros del partido), secretos y solo pueden participar ciudadanos en ejercicio, aun cuando no es poco común que extranjeros no naturalizados y menores de edad (particularmente adolescentes miembros de la Juventud) militen y participen en los partidos políticos y en ocasiones tengan cargos dentro de la estructura (siempre que el cargo no requiera ser ciudadano). 
Los partidos no están obligados a establecer centros de votación en todos los lugares que pone el TSE para sus elecciones internas, e incluso algunos ponen juntas receptoras por cantón y no por distrito, mientras que prácticamente ninguno los pone en centros penitenciarios o sedes diplomáticas en el extranjero para sus elecciones internas.

### Representación legal y política
El Comité Ejecutivo Nacional o Superior de cada partido político ejerce la representación legal del mismo con las responsabilidades jurídicas, civiles y penales que ello conlleva. Particularmente en el caso del Presidente, Secretario General y Tesorero quienes tienen que responder ante la Ley por el partido, así como son los responsables de la inscripción de los empleados del partido ante la Caja Costarricense de Seguro Social y son considerados patronos de cualquier empleado partidario para efectos legales. También son responsables de firmar los préstamos bancarios, contratos y pagos publicitarios del Partido.

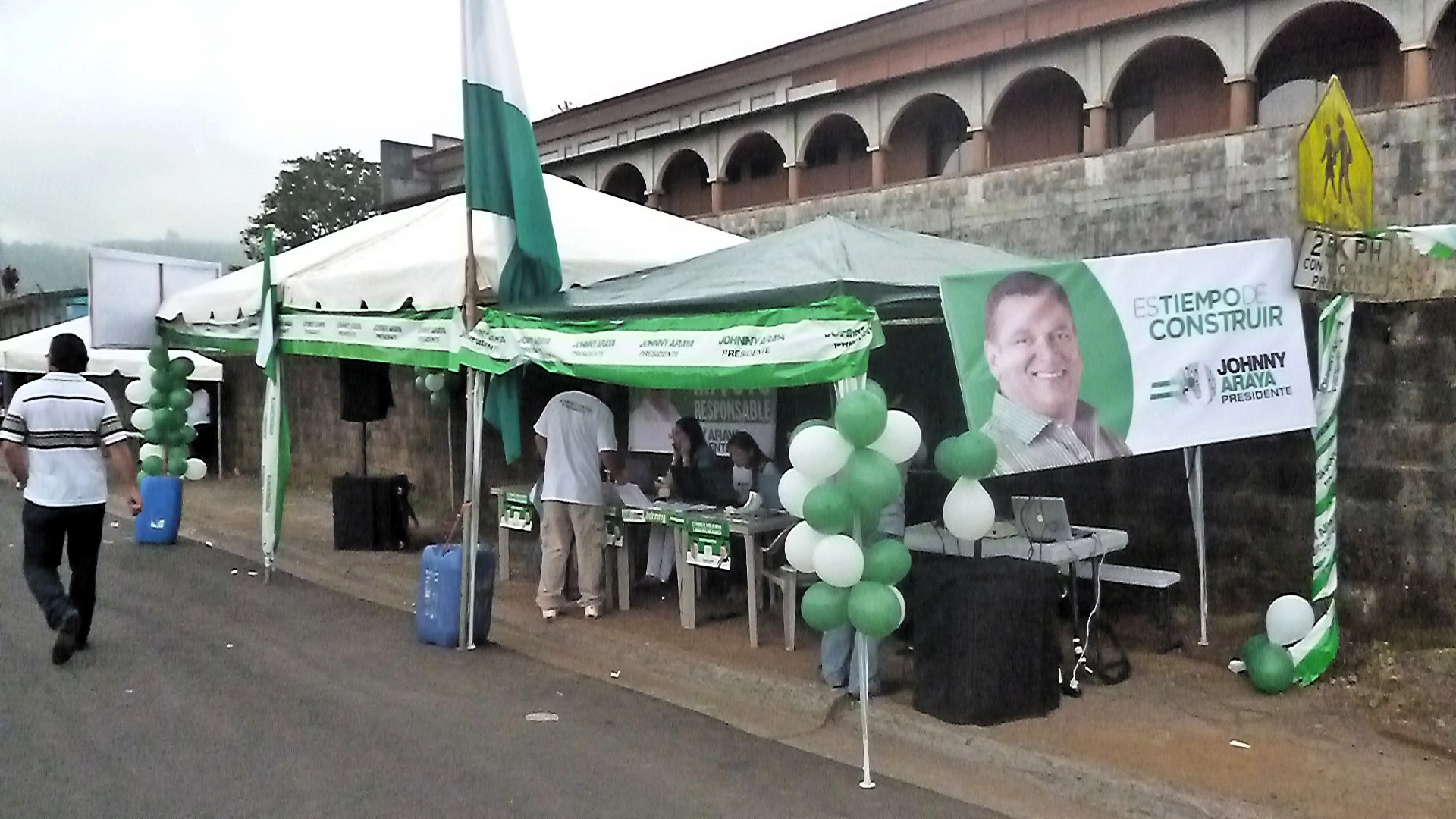
Stand del Partido Liberación Nacional en las elecciones de 2014

La mayoría de partidos tienen a su vez una Comisión Política usualmente más grande que el Comité Ejecutivo pero que normalmente lo incluye, que fija las posiciones políticas del Partido, sus estrategias y sus pronunciamientos.

### Coaliciones
Las coaliciones políticas son formadas por varios partidos políticos coaligados. La legislación costarricense establece que las mismas solo funcionan para la elección por la que van a competir quedando automáticamente disueltas una vez pasados los comicios. Pero pueden volver a reinscribirse con el mismo nombre.
Las coaliciones deben tener un nombre y divisa (bandera) distinta a la de los partidos coaligados y el pacto de coalición debe ser aprobado por las Asambleas Superiores de los partidos que la conforman. Partidos de distinta escala pueden participar en coaliciones conjuntamente siempre que tengan potestad para presentar candidatos en la localidad (por ejemplo, un partido nacional puede coaligarse con un partido provincial de San José y con partidos cantonales de la misma provincia, pero un partido provincial de una provincia no puede hacerlo con partidos cantonales de otra).
Los requisitos para inscribir una coalición son:
- Suscribir un pacto de coalición que delimite la estructura, bases y mecanismos de elección de los candidatos de la coalición.
- Suscribir un mismo plan de gobierno.
- Determinar en el acuerdo la forma en que se distribuirá la deuda política de haberla.
- Nombre, divisa y lema.

### Vínculos internacionales
El Código Electoral permite a todos los partidos políticos formar parte de las organizaciones internacionales que deseen siempre que estas no atenten contra la soberanía del país.

### Razones para perder la inscripción legal
Un partido político puede ser anulado por:
- No recibir en las elecciones votos equivalentes al mínimo de adhesiones requerido para constituirse.
- No realizar la renovación de estructuras en el tiempo requerido.
- Fusionarse con otros partidos ya sea creando uno nuevo o absorbiéndose dentro de otro partido.
- Solicitar al TSE la anulación del Partido por su Asamblea Nacional.

Otra razón que consideraba el TSE como válida para anular un partido político era el no participar en las elecciones tal y como establecía el artículo 68 del Código Electoral, como lo aplicó al Partido Unión Nacional en 2010, no obstante un recurso de amparo ante la Sala Constitucional interpuesto por el partido Restauración Nacional fue acogido por la Sala estableciendo que es inconstitucional sancionar a un partido político por no participar en un proceso electoral.

### Financiamiento

#### Deuda política
Se conoce como deuda política a la contribución estatal que le corresponde a cada partido político. Esta corresponde al 0.19% del producto interno bruto que se distribuye de manera proporcional entre los partidos según la cantidad de votos recibidos en la elección anterior según dispongan el Tribunal Supremo de Elecciones que junto a la Contraloría General de la República los cuales supervisan que los pagos se ajusten a la legalidad y documentación presentada por los partidos. Fue establecida mediante reforma constitucional incorporada en el artículo 96 de la Constitución en 1956. Su justificación fue el reducir la influencia política de los grupos de poder económico y garantizar la equidad.
El sistema de pago de deuda política ha sido sujeto de polémica en Costa Rica. Algunos lo señalan como un círculo vicioso ya que los partidos que reciben más votos en una elección tienen acceso a más dinero y por ende invierten más publicidad para recibir más votos, al tiempo que partidos totalmente nuevos no reciben dinero. Sin embargo, partidos políticos totalmente nuevos (y que por ende no recibían deuda política) como el Partido Acción Ciudadana han logrado recibir grandes cantidades de votos en sus primeras participaciones electorales rompiendo la idea de que es imposible obtener buenos resultados sin grandes inversiones económicas. 
Desde 2014 se implementó además el pago de deuda adelantado, esto es, que los partidos pueden solicitar al TSE el adelanto de la contribución antes de que las elecciones se realicen si logran justificar los gastos y poner alguna prenda que garantice al TSE la recuperación del dinero en caso de no conseguir suficientes votos para recibir deuda política. También se dotó a las elecciones municipales de deuda política (que no recibían previamente, por lo que los partidos debían sufragar de forma enteramente privada los gastos en los comicios municipales) fijada en el 0.3% del PIB.
La deuda política no impide a los partidos recibir donaciones privadas, las cuales también están reguladas por el TSE y sus respectivos reglamentos y la CGR.

#### Donaciones privadas
Los partidos políticos pueden recibir donaciones de cualquier particular. Pero están prohibidas las donaciones de extranjeros no naturalizados y las de personas jurídicas como las empresas.
Las organizaciones internacionales, fundaciones políticas y los partidos políticos afines de otros países pueden donar a sus pares ticos, pero solo en ciertas áreas como la capacitación y no pueden usarla para propaganda o publicidad.

## Elecciones infantiles
En Costa Rica se realizan también las elecciones infantiles, estas son elecciones simbólicas realizadas entre los menores de edad. Sus votos no cuentan para efectos legales, pero se considera una manera de inculcar el civismo democrático desde corta edad. Se realizan en el Museo de los Niños ,en las instalaciones de Teletica Canal 7 ubicadas en La Sabana, Multiplaza Escazú  y Curridabat, Diario Extra, Almacenes Gollo y en algunos consulados en el extranjero. En las más recientes acontecidas en 2014 votaron (en ambas rondas) unos 15000 niños y adolescentes.